# نمیرلی (آق‌دام)
نمیرلی (به لاتین: Nəmirli) یک منطقه مسکونی در جمهوری آذربایجان است که در شهرستان آق‌دام واقع شده است.